# Моловата
Моловата (рум. Molovata) — село в Дубесарському районі Молдови. Утворює окрему комуну. Село розташоване на правому березі Дністра. 

## Люди
В селі народився Андрій Іванович Тімуш — молдавський і радянський вчений-соціолог.
| Молдова | Це незавершена стаття з географії Молдови. Ви можете допомогти проєкту, виправивши або дописавши її. |